# Programa Carlos Imperial
O Programa Carlos Imperial foi um programa de televisão cuja estreia se deu no dia 12 de agosto de 1978. Era veiculado durante as noites de sábado da TV Tupi, com atrações musicais variadas e forte investimento na disco music. Nele, o apresentador Carlos Imperial apresentou artistas como Gretchen e Dudu França. Com boa audiências, mas prejudicado pela situação precária da Tupi, o programa foi transferido para a TVS, onde estreou em 9 de junho de 1979. O programa passou a ser gravado em São Paulo, onde era retransmitido pela TV Record, e contou com mais atrações paulistas. Uma comprovação de fraude na verificação de audiência, com o envolvimento de funcionários do Ibope, fez o programa ser tirado do ar. Silvio Santos, o dono da emissora, seguiu tratando Imperial com grande importância, convidando-o todos os anos para o júri do Troféu Imprensa.